# ويل جونسون (لاعب اتحاد الرغبي)
ويل جونسون (بالإنجليزية: Will Johnson)‏ هو لاعب اتحاد الرغبي أمريكي، ولد في 29 مايو 1984 في أورانج في الولايات المتحدة.

## وصلات خارجية
- ويل جونسون عل موقع إسبنسكروم (الإنجليزية)
- ويل جونسون على موقع ItsRugby.co.uk (الإنجليزية)